# Kristin Sikder
Kristin Sikder alias Kristin Naefe (bürgerlich Kerstin Näfe; * 10. September 1974 in Potsdam) ist eine deutsche Schauspielerin.

## Leben
Die in Potsdam geborene Kerstin Näfe gab ihr Fernsehdebüt im Jahre 2000 nach der Schauspielausbildung in München in der ARD-Serie Marienhof. Anschließend spielte sie von 2003 bis 2004 die Rolle der Susa in der Pro Sieben-Serie Die Abschlussklasse, die ihr große Popularität und regelmäßige Auftritte in der Talkshow Arabella einbrachte. Es folgten Kurzfilme und weitere Rollen in TV-Serien wie Die Rosenheim-Cops (2006), Der Bergdoktor (2008) und Aktenzeichen XY … ungelöst (2009).
Kristin Naefe lebt in München und ist seit 2006 mit dem Caster Stephen A. Sikder verheiratet. 2010 wurde sie Mutter des gemeinsamen Sohnes Maurice.

## Filmografie
- 2000: Bei aller Liebe (Fernsehserie)
- 2000: Marienhof (Fernsehserie, Folge Sinans Zeugin)
- 2002: Die Jugendberaterin (Pseudo-Doku, 1 Folge)
- 2003–2004: Die Abschlussklasse (Pseudo-Doku)
- 2005: Teddybär (Kurzfilm)
- seit 2005: Aktenzeichen XY... ungelöst
- 2006: Die Rosenheim-Cops (Fernsehserie)
- 2009: Ein Haus voller Töchter (Fernsehserie)
- 2009: Der Bergdoktor (Fernsehserie, Folge In guten wie in schlechten Zeiten)
- 2012: Die Garmisch-Cops (Fernsehserie, Folge Happy End mit Leiche)
- 2015: In Gefahr – Ein verhängnisvoller Moment (Fernsehserie, 2 Folgen)
- 2016: Die Rosenheim-Cops (Fernsehserie, Folge Die Zenzi ist tot)